# Pelasgus stymphalicus
Pelasgus stymphalicus é uma pequena espécie de peixe, ameaçada, que vive em água doce. A espécie tem uma longevidade curta e atinge um comprimento de 12 cm.
P. stymphalicus é endémico de rios de corrente lenta e de áreas húmidas do Peloponeso e de Limni Stymfalia, um lago natural eutrofizado sem drenagem superficial. As maiores ameaças a esta espécie são a destruição de habitat, extracção de água e a poluição, apesar de se tratar de uma espécie resiliente e bem adaptada a condições instáveis. Está protegida pelo Apêndice II da Directiva Habitats e pelo Apêndice III da Convenção de Berna.

## Literatura
- Economidis, P.S., 1995, Endangered freshwater fishes of Greece., Biological Conservation,  72, 201-211
- Crivelli, A.J., 1996. The freshwater fish endemic to the Mediterranean region. An action plan for their conservation.. Tour du Valat Publication, 171 p.
- Early development of Pelasgus stymphalicus (Cyprinidae) from lake Trichonis, Greece Daoulas C. ; Psarras T. ; Barbieri T - Seliki R. ; Economou A. N. ; Cybium  (Cybium)  ISSN 0399-0974, 1995